# Pařezov
Pařezov (en allemand : Parisau) est une commune du district de Domažlice, dans la région de Plzeň, en République tchèque. Sa population s'élevait à 178 habitants en 2017.

## Géographie
Pařezov se trouve à 8 km au nord-ouest de Domažlice, à 49 km à l'ouest-sud-ouest de Plzeň et à 134 km à l'ouest-sud-ouest de Prague.
La commune est limitée par Otov au nord, par Ždánov à l'est et au sud, et par Postřekov et Nový Kramolín à l'ouest.

## Histoire
La première mention écrite de la localité date de 1537.